# The Look of Love (Madonna-dal)
A The Look of Love című dal az amerikai énekesnő Madonna harmadik kimásolt kislemeze a Who’s That Girl című filmzene albumáról. A dal 1987. november 25-én jelent meg a Sir Records kiadásában. Madonna a Slammer című film forgatása közben arra kérte Patrick Leonard producert, hogy írjon egy downtempo stílusú dalt, mely illeszkedik a filmbéli karakter személyiségéhez. Később Madonna megírta a dalt a Leonard által kidolgozott alapra, és a dal címe "The Look of Love" lett. Madonnát a dal írásakor az 1954-es James Stewart által bemutatott Rear Window című film inspirálta.
Az ütős hangszerektől kezdve a dal alacsony basszus szintetizációval és lassú háttérzenével kezdődik, melyet Madonna éneke követ. A dal Top 10-es helyezett volt Belgiumban, Írországban, Hollandiában, és az Egyesült Királyságban. A dal a francia, német, és svájci listákon is szerepelt, miközben elérte az Eurochart Hot 100-as listán a Top 20-as helyezést. A dalt Madonna csak a Who’s That Girl World Tour-on adta elő. Madonna úgy tett az előadás során, mint aki elveszett volna a színpadon.

## Előzmények
1986-ban Madonna harmadik filmjét forgatta mely eredetileg a Slammer címet kapta, majd később nevezte át Madonna "Who's That Girl" címűre. Úgy gondolta (Madonna), hogy felveszi a kapcsolatot Patrick Leonard-dal, és Stephen Bray-vel, akikkel a harmadik stúdióalbumot a True Blue készítették. Madonna elmondta, hogy szükség lenne egy downtempójú dalra. Leonard egy csütörtökön ment a stúdióban a felvételek előkészítése céljából, majd amikor befejezte a dallamot, átadta azt kazettán Madonnának, aki befejezte a dal munkálatait, és a dalok szövegeit, míg Leonard a többi részen dolgozott. A kidolgozott dal a "Who's That Girl" című dal volt, mely az első kislemez volt a filmzene albumról. A másik dal, melyet megírtak a "The Look of Love" című dal volt. A filmhez kapcsolódó dalokról Madonna így nyilatkozott:

"Gondoltam néhány nagyon jó konkrét ötletet a dallal kapcsolatban, mely támogathatná és továbbfejlesztheti a filmet, melynek ez az egyetlen módja hogy megvalósítsuk ezt, hogy én írom a dallamot. [...] A dalok nem feltétlenül Nikki-ről szólnak, aki a filmben szerepel, hanem olyanoknak szól, akik el tudják énekelni azt. A zenének olyan szelleme van, mely hozzájárul mind a filmhez, mind a karakterhez, azt hiszem."

Madonnát az a pillantás ihlette, melyet James Stewart tett Grace Kelly felé az 1954-es Rear Window című filmben. Madonna azt mondta: Nem tudom leírni, de így akarom, hogy valaki rám nézzen, amikor szeret engem. Ez a szeretet és imádat legtisztább megjelenése. Mint a ráadás. Pusztító". A "The Look of Love" harmadik kimásolt kislemezként jelent meg az Egyesült Királyságban, valamint néhány európai országban, és Japánban. A kislemezen az "I Know It" című dal kapott helyet a B. oldalon. A "The Look of Love" az 1989-ben megjelent "Express Yourself" című kislemez B. oldalán is helyet kapott.

## Összetétel
A "The Look of Love" egy alap basszussal indul, lassú háttérzenével. Ezt követi egy ütőhang, és egy magas rhang, melyet a basszusgitár hangja követ. A dal így folytatódik az utolsó verse-ig, majd akusztikus gitár lép be a dalba. Az ének két részből áll: "No where to run, no place to hide". Rikky Rooksby a  The Complete Guide to the Music of Madonna írója szerint Madonna hangja kifejezően hangzik, amikor a "From the look of love" sort énekli, és a "look" szót mondja D-moll fölé. Az akkord ebben az időben jelen van a dalban. A szót a zenei skála magasabb hangján éneklik, így olyan benyomást kelt, mintha a kilencedik akkord lenne, megkülönböztetve a többi hangtól. A dal 80 BPM / perc ütemű. D-mollban íródott. Mmadonna hangja  C 5 – B ♭ 3 között van, három hangjegyet lefedve. A dal akkord progressziója C - Dm - Fm - B alapszintű.

## Fogadtatás

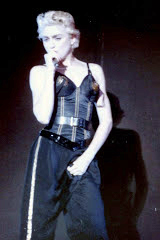
Madonna előadja a dalt a londoni Wembley Stadionban (1987)

Rooksby a dalt a Who's That Girl filmzene másik gyöngyszemének nevezte a Causing a Commotion-nal együtt, és kifejező alulértékelt dalnak nevezte. Randy Taraborelli a Madonna: An Intimate Biography szerzője egzotikus balladának nevezte a dalt.  Don Shewey Rolling Stone azt mondta a dalról, hogy "annyira kísérteties, hogy elgondolkodtató, merre tart az életed". John Evan Seery a Political theory for mortals szerzője az igazságosság árnyatalát, és a halál képeit fedezte fel a dalban, majd megjegyezte, hogy a dal Madonna tekintetének figyelmét ábrázolja. Brian Hadden a Time-től depressziósnak találta a dalt. Tiju Francis (Vibe) a következőket írta a dalról: "Egy ilyen általánosan elnevezett dal esetében Madonna legalább valami különféle dolgot kínál. [...] A dal karakterfejlesztési háttere szintetizált zene volt, mely látszólag jelen van minden filmben a 80-as években, mely sosem csúcs dal, ellentétben a balladával. 2018 augusztusában a Billboard az énekes 94. legnagyobb dalának minősítette. Andrew Unterberger úgy vélte, hogy a dal produkciója és titokzatos dallama félelmetesen jó minőségű, és megfelelő inspirációt ad Madonna hangjának. A The Guardian-tól Jude Rodgers érdekes trópusi hangokat vélt felfedezni a dalban.
A dal soha nem jelent meg az Egyesült Államokban, ezért nem lett slágerlistás a Billboard slágerlistáin. Az Egyesült Királyságban 1987. december 12-én jelent meg, és a 15. helyre került a kislemezlistán. A következő héten a 9. helyre sikerült jutnia. A dal összesen hét héten át volt jelen a listán. A hivatalos adatok szerint a kislemezből 2008 augusztus óta 121.439 példányt értékesítettek az országban. Németországban a dal 1988. január 24-én debütált a 38. helyen a Media Control listán, majd a következő héten a 34. helyezett lett, összesen hét hétig tartózkodva a listán. Európában a dal a 9., Belgiumban a 23. Franciaországban a 23. helyezett volt. Az European Hot 100 singles listán a dal a 17. helyezett volt.

## Élő előadás
Madonna a dalt az 1987-es Who’s That Girl World Tour-on adta elő 7. dalként. Madonna arany lamé nadrágban, és ujjatlan felsőben volt.  Amint befejezte a Causing a Commotion című dalt, a reflektorfény rá összpontosított, majd elindult a "The Look of Love" bevezető zenéje, és Madonna úgy körözött a színpadon, mintha elveszett lenne. A filmbéli Nikki karakterét utánozta, mert a filmben ő is elveszett.

## Számlista
- Germany / UK 7" Single

1. "The Look of Love" – 4:01
2. "I Know It" – 4:12

- Germany / UK 12" Single

1. "The Look of Love" – 4:01
2. "I Know It" – 4:12
3. "Love Don't Live Here Anymore" – 4:47

## Közreműködő személyzet
- Madonna  - író, ének, producer
- Patrick Leonard  - író, producer, hangkeverés
- Shep Pettibone  - mixek, kiegészítő produkció
- Junior Vasquez  - keverőmérnök, hangszerkesztő
- Steve Peck - keverőmérnök
- Donna De Lory  - háttérvokál
- Niki Haris  - háttérvokál

## Slágerlista
| Slágerlista (1987–88)                 | Legjobb helyezések |
| ------------------------------------- | ------------------ |
| Belgium (Ultratop 50 Flanders)        | 10                 |
| European Hot 100 Singles (Billboard)  | 17                 |
| Franciaország (Single Top 100)        | 23                 |
| Németország (Media Control Charts)    | 34                 |
| Iceland (RÚV)                         | 15                 |
| Írország (IRMA)                       | 6                  |
| Hollandia (Top 40)                    | 12                 |
| Hollandia (Single Top 100)            | 8                  |
| Svájc (Schweizer Hitparade)           | 20                 |
| Egyesült Királyság (UK Singles Chart) | 9                  |